# Глинские (дворянский род)
Не путать с княжеским родом Глинских
Глинские — древний дворянский род.

## История рода
Михаил Васильевич воевода в Литовском походе (1492).
Иван Васильевич наместник в - Костроме (1516—1521 и 1543). Михаил Михайлович - посол в Польшу (1550). Иван-Постник Глинский - бежал в Литву вместе в князем Андреем Михайловичем Курбским.
Тобольский дворянин Юрий Иванович написан по московскому списку (1699), а его сыновья Иван и Фёдор - по жилецкому списку. Михаил Васильевич и Григорий Глинские упоминаются в писцовых книгах Дмитровского уезда за XVII столетие.
По родословной росписи, указанной в Русской родословной книге А.Б. Лобанова-Ростовского, многие члены княжеского рода: Пётр, Иосиф, Франц Андреевичи и Феликс, Юрий Александровичи (1695, XII колено), дети чашника Ленчинского, князя Фадея Глинского († 1764) и подчашия Парнавского (1762), князя Антона Глинского (XIII колено), княжеским титулом уже не писались.

## Известные представители
- Глинские: Иосиф, Иосиф, Захарий — прапорщики польских войск (1791).
- Глинский Михаил — хорунжий польских войск (1791).
- Глинский Фелициан — камергер польского двора (1791).
- Глинский Амвросий Бонавентура — капитан Бородинского полка (1843).
- Глинский Иоаким Фелицианович — генерал-майор (1845), пользовался княжеским титулом, но не мог добиться официального его признания.
- Глинский Алексей-Ярослав-Феликс Иоакимович — офицер пограничной стражи (1880).